# 海南省经济

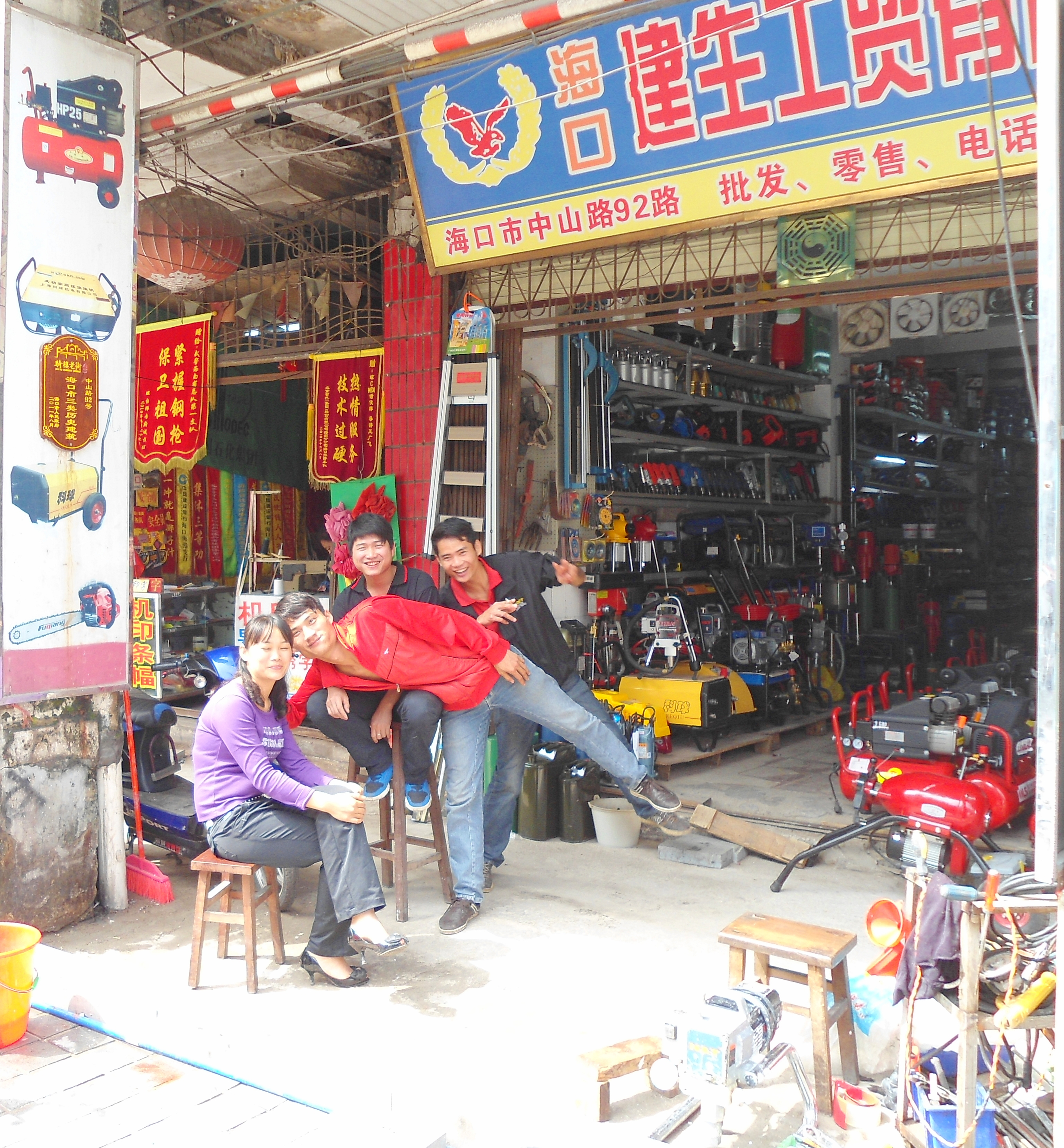
海南省小型发电机行业

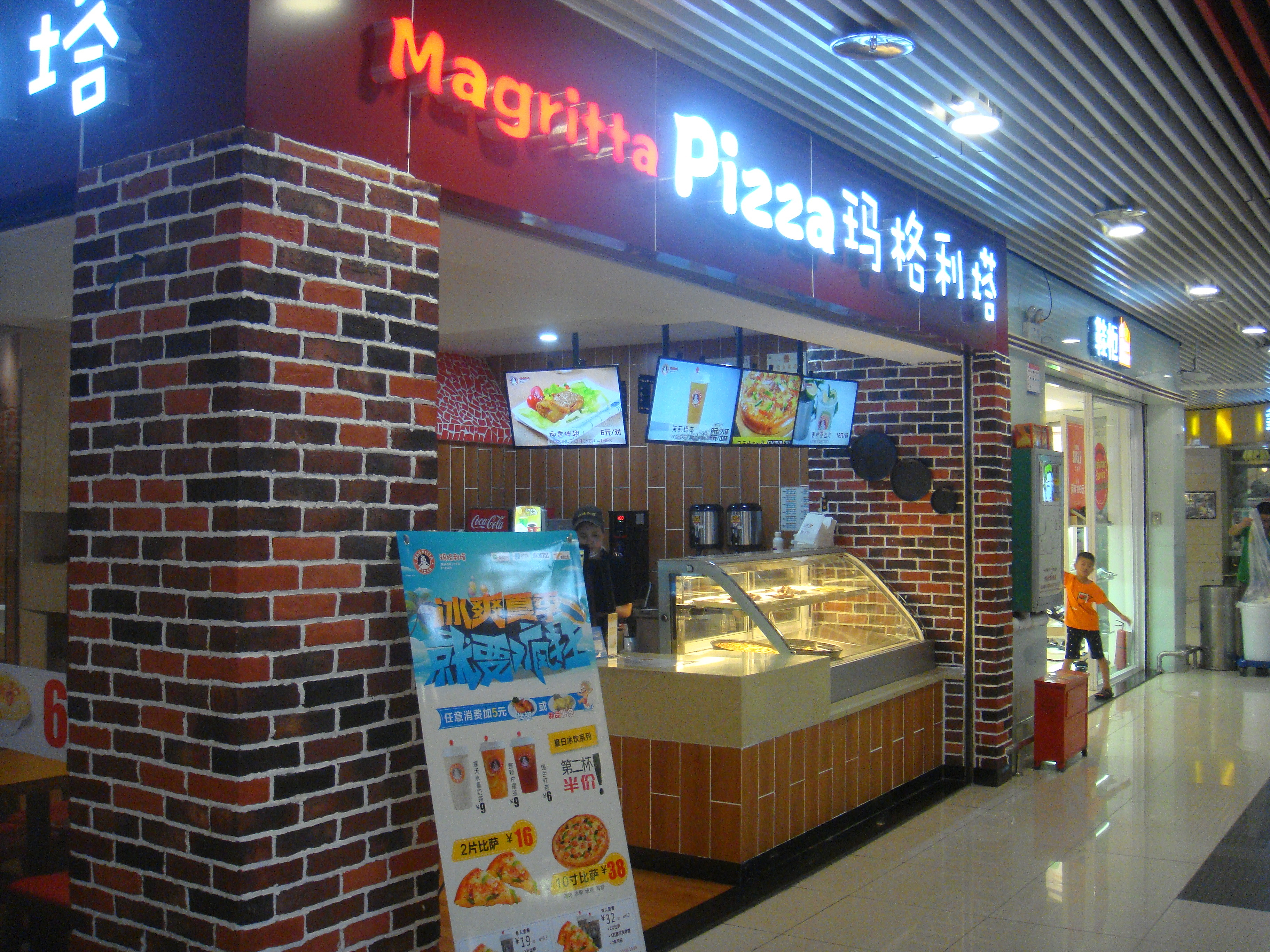
海南旅游区

海南经济是指中华人民共和国海南省的经济，海南省是中国设立的经济特区之一，也是目前中国唯一设立的自贸港。

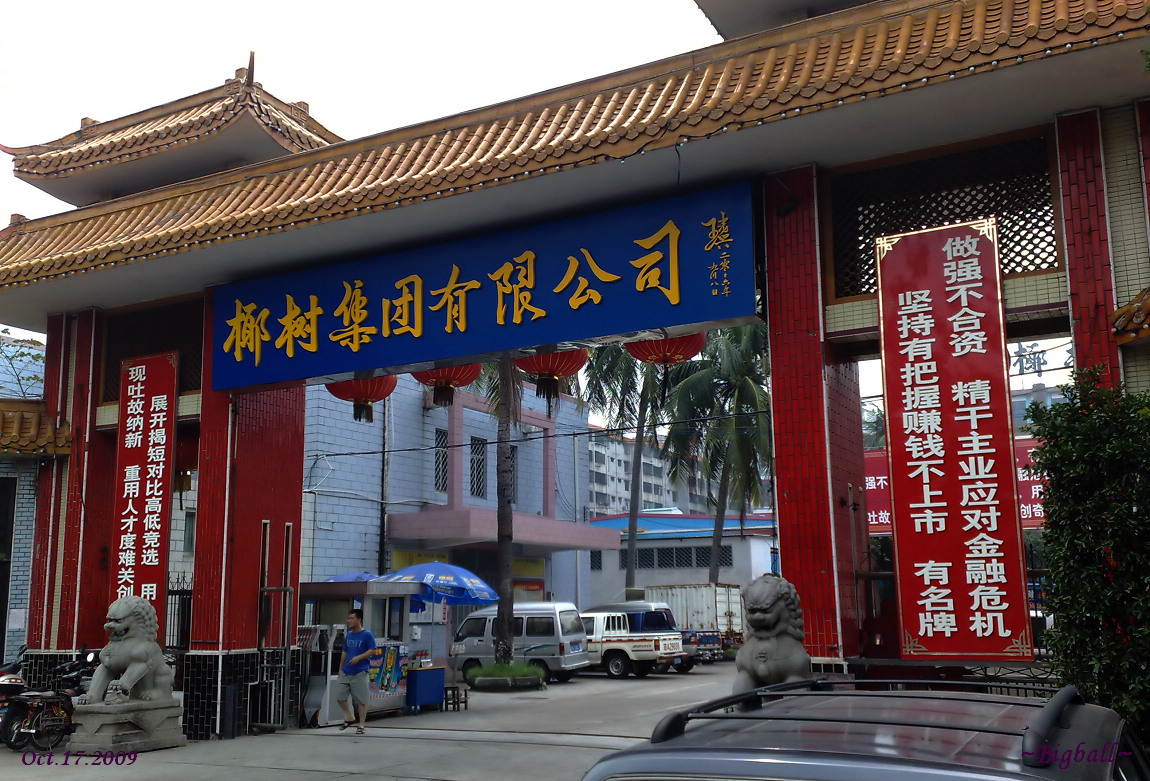
椰树集团

## 发展历程
1987年海南岛地区生产总值为57.28亿元，人均生产总值为925元。地方财政收入不到3个亿。
1988年4月13日，海南正式建省，成为中华人民共和国的一级行政区。同年全省被划定为经济特区。
20世纪90年代初海南省爆发严重的房地产“泡沫经济”以及接踵而至的金融信用危机，发展严重受挫，出现众多“烂尾楼”1995年，海南经济增长率从全国第一跌入倒数第一。经济直到九十年代末才开始回暖。
2000年，海南省率先实行落地签证政策。对美国、日本、俄罗斯等21个国家持普通护照、5人以上的旅游团队，在海南停留时间不超过15天，实行免办签证入境。
2002年，博鳌亚洲论坛首届年会在万泉河畔开幕。
2007年海南省地区生产总值为1229.6亿元。人均为14631元。
2007年海南设立洋浦保税港区。
2017年，海南地区生产总值达到4462.5亿元，人均地区生产总值7179美元，地方一般公共预算收入674亿元。
2018年中国政府将海南规划为自由贸易港，实行全岛零关税，封关管理，更大放开，金融，农业，科技，教育，科研等领域的资本准入